# Netelia kusigematii
Netelia kusigematii là một loài tò vò trong họ Ichneumonidae.